# Oncostemum microsphaerum
Oncostemum microsphaerum är en viveväxtart som beskrevs av John Gilbert Baker. Oncostemum microsphaerum ingår i släktet Oncostemum och familjen viveväxter. Inga underarter finns listade i Catalogue of Life.